# Matteo Morandi
Matteo Morandi (Vimercate, 8 ottobre 1981) è un ginnasta italiano, specialista agli anelli. Gareggia per la A.S.D. Ginnastica Pro Carate ed è allenato da Maurizio Allievi.

## Carriera
Inizia a praticare la ginnastica a 5 anni e nel 1998 agli Europei juniores di San Pietroburgo vince l'oro negli anelli. Da lì in poi si dedica a questa specialità, che al tempo vedeva come protagonista assoluto a livello mondiale l'italiano Jury Chechi.
Il primo piazzamento internazionale è un terzo posto al mondiale di debrecen 2002; al mondiale dell'anno seguente, ad Anheim, ottiene lo stesso risultato a pari merito col compagno Andrea Coppolino.
Nel 2004, ai campionati europei di Lubiana, ottiene il suo primo podio europeo con un terzo posto; lo stesso anno partecipa poi alla Olimpiade di Atene piazzandosi quinto.
Il 2005 è ricco di successi: un altro bronzo ai mondiali di Melbourne, la vittoria ai XV Giochi del Mediterraneo di Almeria ed infine un terzo posto alla XXIII Universiade svoltasi a Smirne.
Nel 2008 partecipa all'Olimpiade di Pechino piazzandosi sesto.
L'anno successivo si XVI Giochi del Mediterraneo di Pescara arriva secondo agli anelli e vince l'oro come squadra.
Il 2010 è l'anno di conferma di Matteo, diventa campione europeo a Birmingham ed ottiene un altro (il quarto della sua carrierà) terzo posto ai mondiali di Rotterdam.
Nel 2012 ottiene l'argento al test event dei Giochi olimpici di Londra e lo stesso piazzamento ai campionati europei di Montpellier; inoltre ai Giochi della XXX Olimpiade di Londra, terza olimpiade della sua carriera, ottiene la sua prima medaglia olimpica con il terzo posto agli anelli.
Nel 2013 conquista il terzo posto negli anelli all'europeo tenutosi a Mosca.
In ambito italiano ha vinto il titolo assoluto nel 2001, 2002, 2006, 2008 e 2009.